# أرطغرل تشاليشكان
أرطغرل تشاليشكان ( بالتركية Ertuğrul Çalışkan ) ( من مواليد 1965 ، إرمينك ، كرمان ) هو سياسي تركي وشغل منصب رئيس بلدية كرمان بين عامي 2014-2019 ويشغل حاليًا منصب نائب وزير البيئة والتخطيط العمراني، ونائب المدير العام للإدارة البيئية.  

## الحياة الشخصية
بدأ تشاليشكان حياته العملية في كرمان عام 1994 وعمل كمدير في العديد من الشركات وانتخب لعضوية مجلس المحافظة من حزب العدالة والتنمية عام 2004. وتم انتخابه رئيسًا للجمعية العامة للمقاطعة من خلال الانتخابات التي أجريت وفقًا لقانون إدارات المقاطعات الخاص 5302 ، والذي تم سنه حديثًا في عام 2005. ومتزوج ولديه ولدان ويتحدث الإنجليزية.   